# Särkijärvi (Gällivare socken, Lappland, 748813-172419)
Särkijärvi är en sjö i Gällivare kommun i Lappland och ingår i Kalixälvens huvudavrinningsområde.